# Chiroteuthis mega
Chiroteuthis mega (Joubin, 1932) è una specie di calamaro appartenente alla famiglia Chiroteuthidae, caratterizzata da un corpo allungato e tentacoli notevolmente estesi. Descritta per la prima volta da Joubin nel 1932 come Chiropsis mega, la specie è stata successivamente riclassificata nel genere Chiroteuthis.

## Descrizione
C. mega presenta un corpo fragile e gelatinoso, tipico dei membri della famiglia Chiroteuthidae. Gli esemplari possono raggiungere una lunghezza del mantello di circa 19,8 cm. Una caratteristica distintiva della specie è l'assenza di fotofori viscerali, che la differenzia da altre specie del genere Chiroteuthis. Inoltre, i maschi sono dotati di un pene di dimensioni relativamente grandi, una peculiarità all'interno del genere.

## Distribuzione e habitat
La distribuzione geografica di C. mega è stata oggetto di studi che ne hanno ampliato l'areale conosciuto. Inizialmente identificata nelle acque tropicali e subtropicali dell'Atlantico occidentale e dell'Atlantico meridionale orientale, la specie è stata successivamente segnalata nel Nord Atlantico, vicino alle Bermuda, e al largo della Nuova Scozia. Un ritrovamento significativo è avvenuto nel 2016, quando otto esemplari sono stati catturati nelle acque della Galizia, nel nord-ovest della Spagna, a profondità comprese tra 252 e 256 metri. Questo ha esteso l'areale noto della specie all'Atlantico nord-orientale e ha suggerito una presenza anche in acque meno profonde rispetto alle precedenti segnalazioni.

## Biologia
Le conoscenze sulla biologia e sul comportamento di C. mega sono limitate, principalmente a causa della difficoltà nel reperire esemplari integri per lo studio. Come altri cefalopodi, si presume che C. mega sia gonocorica, con individui maschi e femmine distinti. Dopo la riproduzione, gli adulti generalmente muoiono. Il comportamento di accoppiamento coinvolge display maschili per attrarre le femmine, seguiti dall'inserimento dell'ectocotile nella cavità del mantello della femmina per la fecondazione.

## Tassonomia
La classificazione tassonomica di C. mega ha subito revisioni nel tempo. Inizialmente descritta come Chiropsis mega, la specie è stata successivamente inclusa nel genere Chiroteuthis. Studi morfologici e genetici hanno confermato questa riclassificazione, evidenziando l'assenza di fotofori viscerali come caratteristica distintiva. L'analisi del DNA, utilizzando sequenze di geni come 18S rDNA, COI e 16S rDNA, ha ulteriormente supportato l'identificazione della specie, contribuendo a chiarire le sue relazioni filogenetiche all'interno della famiglia Chiroteuthidae.